# 天晴れ夜十郎
『天晴れ夜十郎』（あっぱれやじゅうろう）は、1996年9月13日から1997年3月21日までNHK総合の金曜時代劇で放送されたテレビ時代劇である。全23回。

## 概要
金曜時代劇の先行作品『天下堂々』と同様、歌舞伎・講談作品の『天保六花撰』を下敷きとしている（原作）ため、同作品の主要人物である河内山宗俊・片岡直次郎（直侍）・三千歳・暗闇の丑松・森田屋清蔵らがメインキャラクターとして登場する。後半の展開は原作とは大幅に異なる。
現代から江戸時代にタイムスリップするという設定の主役・夜十郎を演じた阿部寛は、それまで同放送枠の「大江戸風雲伝」（1994年、松平定信役）および大河ドラマ「八代将軍吉宗」（1995年、松平乗邑役）など時代物への出演を重ね、本作品が時代劇での初主演作となった。
宗俊役の石坂浩二は演じるに当たり、剃髪して丸坊主になった（ただ初期ではシーンによってカツラ着用もあった）が、物語が進むにつれ髪を伸ばした姿で演じている。

## あらすじ
不慮の事故で突如現代から江戸時代にタイムスリップしてしまったものの、それまでの記憶を失ってしまった青年が、河内山宗俊から人別と刀を授かり、また、女盗賊・花房のお絹等の協力の元に侍・碑夜十郎として時の火盗改め永井、続いて、鳥居耀蔵の悪政に挑む。

## スタッフ
- 原作：半村良「講談碑夜十郎」
- 脚本：津川泉
- 語り：小沢昭一
- 主題歌：髙橋真梨子『君の海に』（作詞：髙橋真梨子 / 作曲：鈴木キサブロー/ 編曲：十川知司）

## 出演
- 碑夜十郎：阿部寛
- お絹：黒木瞳
- 平助：せんだ光雄
- 浪風達之介：蟹江敬三
- 河内山宗俊：石坂浩二
- 暗闇の丑松：高橋克実
- 片岡直次郎：沖田浩之
- 三千歳：若村麻由美
- 森田屋清蔵：岡本富士太
- おれん：永作博美
- 弥平：河原さぶ
- おしん：春川ますみ
- おそで：早勢美里
- おまさ：范文雀：
- 金子市造（市之丞）：勝野洋
- 戸隠妖斎：麿赤児（赤兒）
- 永井五衛門：平泉成（～12回）
- 鳥居耀蔵：石橋蓮司（15回～）
- 杉本儀平：冨家規政（15回～）
- 六蔵：丹治大吾
- 太郎吉：伊藤隆大
- 遣手婆：大方斐紗子
- 小紫：前田悠衣
- 小菊：藤貴子

### ゲスト
- 河内山しず：大原真理子（1回、3回）
- 葛屋清右衛門：草薙良一（2回）
- 大口屋主人：鶴田忍（5回）
- 甚八：竹本孝之（8回）
- 銀次：高川裕也（8回）
- おみよ：岩本千春（8回）
- 庄一：浅利陽介（8回）
- 千原影臣：仲谷昇（9回）
- 千原あき：柳川慶子（9回）
- 千原なつ：初瀬かおる（9回）
- 一ノ瀬高之：赤羽秀之（9回）
- 徳兵衛：石橋雅史（9回）
- お里：春木みさよ（10回）
- 浅井摂津守：石田登星（10回）
- 赤井：塩屋俊（11回）
- 瀬川：長江英和（11回）
- 甚助：梅津栄（11回）
- 安藤越中守：根上忠（12回）
- 梶原刑部：北村晃一（12回）
- 有馬兵庫頭：山崎健二（12回）
- 上州屋：内山森彦（12回）
- 服部数馬：吉田亮（13回）
- 服部雄之進：水橋智（13回）
- 与助：五森大輔（13回）
- 佐藤平四郎：村松克己（13回）
- おりん：田村英里子（14回）
- お雪：佐伯日菜子（14回）
- 富一：岡野進一郎（14回）
- 高野長英：美木良介（15回）
- 山井養仙：金井大（15回）
- 水野忠邦：有川博（15回、17回）
- お熊：馬渕晴子（16回）
- 久助：池田成志（16回）
- 松吉：内野謙太（16回）
- おきよ：児玉真菜（16回）
- 遠山景元：角野卓造（17回）
- 中村秀鶴：国広富之（17回）
- 山村権之助：嵐広也（17回）
- 為助：左右田一平（17回）
- 茂平次：山本昌平（17回）
- 桑野清太郎：大地泰仁（18回）
- 桑野半蔵：田中隆三（18回）
- 荒木：塩野谷正幸（18回）
- 光林堂：立川三貴（18回）
- 純吉：林泰文（19回）
- 黒川兵五郎：千葉哲也（19回）
- 秋田屋仁兵衛：西村淳二（19回）
- 五郎太：横尾三郎（19回）
- 文次：中田博之（19回）
- 浅香新八郎：水島新太郎（20回）
- 浅香格兵衛：久富惟晴（20回）
- 浅香波津：高林由紀子（20回）
- 浅香勝之進：遠藤哲司（20回）
- 宇佐美屋：小池榮（20回）
- 庄造：光石研（20回）
- おとよ：岩本多代（21回）
- 甚六：嶋大輔（21回）
- 水戸家家老：中野誠也（23回）

ほか

## サブタイトル
1. 夜十郎誕生
2. おれって誰だ
3. 河内山大爆発
4. 決戦 天保の巨悪
5. 初春花魁凧
6. 夜十郎の朴念仁
7. 花の吉原 嵐の道行
8. 花房お絹 純情す
9. 江戸よ さらば
10. 髑髏の秘密
11. 夜十郎 捕わる
12. 悪を斬れ
13. 目醒め
14. 傷だらけの宗俊
15. 高野長英 男でござる
16. 鬼子母神の涙
17. 花のお江戸の逆転劇
18. 学問のすすめ
19. おれん慕情
20. 父と娘
21. 瞼の母と六花撰
22. 運命の激突
23. 男が命を賭けるとき